# Ulica Henryka Sienkiewicza w Zakopanem
Ulica Henryka Sienkiewicza – ulica położona w Zakopanem, w historycznej dzielnicy Chramcówki. 
Zaczyna się odchodząc od ul. Nowotarskiej. Następnie biegnie w kierunku południowo-wschodnim przez centrum Zakopanego. Droga kończy się na skrzyżowaniu z ulicami: Jagiellońską, Chałubińskiego i Witkiewicza.

## Historia
Pierwotnie na terenach, przez które biegnie ulica istniała bezładna zabudowa ludowa. Ulicę wytyczono w XIX wieku wyburzając część domów. Początkowo nosiła nazwę Nad Bystrą, która pochodziła od płynącego obok potoku. W 1917 r. ulica otrzymała obecną nazwę. Upamiętnia ona Henryka Sienkiewicza – polskiego pisarza.

## Zabudowa
Zabudowę ulicy Sienkiewicza stanowią głównie wille i chałupy góralskie z początku XX wieku. Nielicznie występują nowoczesne domy jednorodzinne. 

### Ważne budynki
- Willa Lutnia (nr 5).
- Szkoła muzyczna im. Mieczysława Karłowicza (nr 12)
- Willa Sienkiewicza 31 (nr 31)